# Тимохинське
Тимо́хинське (рос. Тимохинское) — село у складі Пишминського міського округу Свердловської області.
Населення — 450 осіб (2010, 548 у 2002).
Національний склад станом на 2002 рік: росіяни — 91 %.